# L'Équipe du dimanche
Pour les articles homonymes, voir EDD.
L'Équipe du dimanche (EDD) est une émission de football diffusée de 1990 à 2016 tous les dimanches soir sur Canal+ de 23h15 à minuit.

## L'émission
L'Équipe du dimanche  est le magazine qui présente les résumés des matchs de Premier League anglaise, de Liga espagnole, de Série A italienne et de Bundesliga. Il a pour but de s'intéresser aux joueurs français évoluant dans ces championnats. Lors de la saison 2015-2016, seul le championnat anglais est présenté.
L'émission fut sponsorisée par L'Équipe lors de ses débuts dans les années 1990.

## L'historique
De 1990 à 1995, Pierre Sled crée et présente L'Équipe du Dimanche. En 1993, L'Équipe du Dimanche s'est vu décerner le 7 d'Or de la meilleure émission sportive.
En 1995, Pierre Sled quitte Canal+ pour présenter une autre émission dominicale Stade 2 sur France 2. Thierry Gilardi, le remplace et présente l'émission pendant sept ans.
En 2002, Hervé Mathoux, reprend l'Équipe du Dimanche, et décide de s'entourer de journalistes étrangers pour donner un nouvel élan à l'émission. Chaque championnat est alors incarné par une personnalité : Darren Tulett pour le football britannique, Lorenzo Fanfani pour le football italien, Sonia Diaz pour le football espagnol, Jean-Charles Sabattier pour le football allemand et Alejandro Valente pour le football sud-américain. 
En 2004, Sonia Diaz quitte l'EDD pour devenir directrice de la communication de l'AS Monaco et est remplacée par l'ancien footballeur argentin Omar Da Fonseca qui parlera aussi de temps en temps de football sud-américain. 
La saison suivante, Paul Le Guen devient consultant dans l'EDD, Lorenzo Fanfani quitte l'EDD et est remplacé par Alessandra Bianchi, correspondante de L'Équipe et du Parisien en Italie, Omar Da Fonseca quitte également l'émission pour devenir responsable du recrutement de l'AS Saint-Étienne et est remplacé par Alexandre Ruiz. 
Lors de la saison 2006-2007, Marcel Desailly et Bixente Lizarazu interviennent en alternance dans l'Équipe du Dimanche en tant que consultant à la place de Paul Le Guen devenu entraîneur des Glasgow Rangers. Isabelle Moreau devient coanimatrice et présente une chronique nommée EDD TV. Javier Gomez remplace Alexandre Ruiz qui devient présentateur du magazine consacrée aux buts du championnat de France de football Jour de foot.
En 2008, Nathalie Iannetta quitte i>Télé et revient sur Canal+ pour remplacer Hervé Mathoux à la présentation de L'Équipe du Dimanche (initialement, l'émission devait être reprise par Alexandre Ruiz qui finalement a rejoint Europe 1). Elle devait aussi coanimer avec Hervé Mathoux le Canal football club, un nouveau rendez-vous sur le football, mais elle est finalement remplacée par Isabelle Moreau qui, elle aussi, quitte L'Équipe du Dimanche tout comme Marcel Desailly et Bixente Lizarazu. 
En 2009, Orange sport achète les droits d'image de la Bundesliga au profit de Canal+ alors Jean-Charles Sabattier quitte l'émission.
Avec l'arrivée de Thomas Thouroude en septembre 2010 à la place de Nathalie Iannetta, l'émission change radicalement de formule. Celle-ci se rapproche en effet de Telefoot, et ne compte plus de chroniqueurs, ce qui a déçu une grande partie des fans de ce rendez-vous. Après un démarrage un peu poussif, l'émission reprend du poil de la bête et les abonnés finissent par se faire au charme de la nouvelle formule. Les quatre championnats étrangers (Angleterre, Espagne, Italie et Allemagne) sont couverts.
Le 23 janvier 2011, pour les 20 ans de l'émission, Canal + diffuse à 20h55 un documentaire inédit L'Équipe du Dimanche, les 20 ans incarné par Zinédine Zidane et quelques stars du foot français élevées à L'EDD apportent leurs témoignages : Samir Nasri, Éric Cantona, Karim Benzema, Jean-Pierre Papin, Thierry Henry, George Weah ou David Ginola.
Pour conclure cette soirée exceptionnelle à 23h15, les 20 grands matchs qui ont marqué l'histoire de L'équipe du dimanche.
En mars 2012, Canal+ annonce que l'émission est maintenue pour au moins la saison suivante.
À partir d'août 2015, l'Équipe du Dimanche devient une émission omnisports et est désormais présentée par Karim Bennani.
À partir de la rentrée 2016, l'émission est supprimée à cause de la perte des droits du championnat anglais ; les droits des championnats espagnols, italiens et allemands ayant été perdus en 2015. Elle est remplacée par J+1.

## Présentateurs
- Pierre Sled : 1990-1995
- Thierry Gilardi : 1995-2002
- Hervé Mathoux : 2002-2008
- Nathalie Iannetta : 2008-2010
- Thomas Thouroude : 2010-2014
- Messaoud Benterki : 2014-2015[7]
- Karim Bennani : 2015-2016

## Générique et thèmes musicaux
- Générique d'introduction et de fin d'émission pour la saison 2014-2015: Tall ground du groupe Deluxe
- Générique d'introduction et de fin d'émission : The rooster du groupe The New Mastersounds.
- Thème musical des séquences « top 5 » (généralement les 5 plus beaux buts d'un joueur s'étant démarqué lors du week-end) : Searching for the space monkey du groupe Chinese Man.
- Thème musical du « Pendant ce temps là » : Gz & Hustlas par Snoop Dogg
- Thème musical du classement de chaque championnat : Psychedelic Woman par Honey and the Bees Band
- Thème musical de la présentation de chaque championnat : No Pity par Wax Tailor
- Thème musical du sommaire de l'équipe du dimanche dans le Canal Football Club, à la fin du débrief pour la saison 2014-2015: Atlantis par Coma[Lequel ?]